# 김윤근 (법조인)
김윤근(金潤根, 1909년 1월 26일 ~ 1996년 10월 22일)  일제강점기부터 활동한 대한민국의 법조인이다. 본관은 안산.

## 생애
황해도 봉산군 출신이다. 경성법학전문학교를 졸업하고 1933년에 조선변호사시험에 수석으로 합격하였고, 이듬해에는 고등문관시험 사법과에 합격하여 조선총독부 판사가 되었다.
일제 강점기 동안 평양지방법원 검사국을 거쳐 부산지방법원과 전주지방법원에서 판사로 재직했다. 1945년 태평양 전쟁 종전과 함께 미군정이 시작되었을 때 경성특별재산심판소 소장에 취임했고, 1946년에는 서울고등심리원 판사에 취임했다.
이후 서울고등법원 부장판사와 원장서리를 거쳤으며, 제1공화국에서 대한민국 법무부 차관도 지냈다. 1951년에 차관직에서 물러난 뒤 변호사를 개업해 활동하며 1972년에는 재야 법조계 수장인 대한변호사협회 회장이 되었다.

## 약력[2]
- 1930년 : 경성법학전문학교 졸업
- 1933년 : 조선변호사시험 수석합격
- 1934년 : 고등문관시험 사법과 합격
- 1936년 : 조선총독부 사법관 시보
- 1937년 : 부산지방원.전주지방법원 군사지청 판사
- 1945년 : 특별재산심판소 소장
- 1946년 : 경성공소원 판사
- 1948년 : 법전 편찬위원.고등고시 위원
- 1949년 : 서울고등법원 원장서리
- 1950년 : 제4대 법무부 차관
- 1951년 : 변호사 개업
- 1954년 : 소청심사위원회 위원
- 1958년 : 서울지방법원 인사조정위원회 위원
- 1960년 : 중앙선거위원회 위원
- 1961년:  5차 및 6차 한일회담 일반청구권위원회 수석대표
- 1966년 : 제일변호사협회 회장
- 1972년 : 제21대 대한변호사협회 회장
- 1985년 : 국민훈장 무궁화장

## 같이 보기
- 대한변호사협회

## 참고 자료
- 김윤근(金潤根) - 국사편찬위원회

| 전임 김갑수 | 제4대 법무부 차관 1950년 3월 14일 ~ 1951년 11월 29일 | 후임 민복기 |

| 전임 양윤식 | 제21대 대한변호사협회 회장 1972년 5월 ~ 1973년 5월 | 후임 고재호 |